# Mételo el Acragantino
Mételo el Acragantino (en griego Μέτελλος ο Ακραγαντίνος) fue un músico de la Antigua Grecia, que vivió en el siglo V a. C. Dice Aristóxeno que fue uno de los maestros de música de Platón. Su nombre aparece con variantes, posiblemente sean alias que utilizó, como Μέγυλλος ή Μέγιλλος ή Μέταλλος, que aparecen en varias ocasiones en la obra Sobre Música, de Plutarco.